# Étang de Moïsan
L'étang de Moïsan (ou étang de Moysan) est un lac situé sur la commune de Messanges dans le département français des Landes.

## Caractéristiques
L'étang de Moïsan s'étend à moins d'1 km de la côte atlantique.
Son exutoire, au sud, rejoint rapidement le courant de Messanges, provenant de l'étang de La Prade, qui se jette ensuite dans le lac d'Albret avant de déboucher sur l'océan.

## Protection
Avec les étangs de Moliets et La Prade, l'étang de Moïsans est inclus dans les zones humides de Moliets, La Prade et Moisans, un site Natura 2000.
L'étang de Moïsans forme également un site classé.

## Galerie

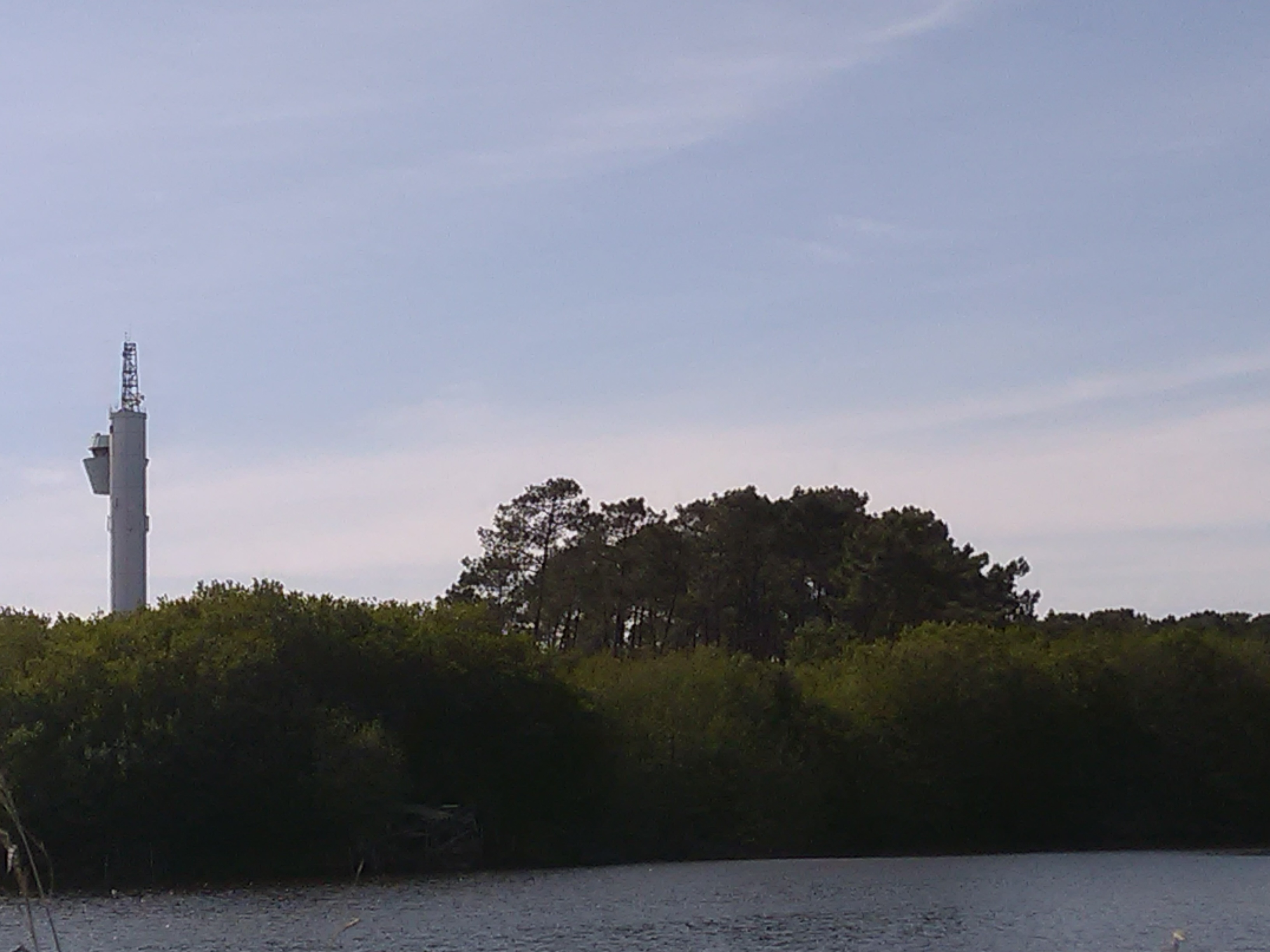
Vue du sémaphore de Messanges depuis les berges de l'étang.
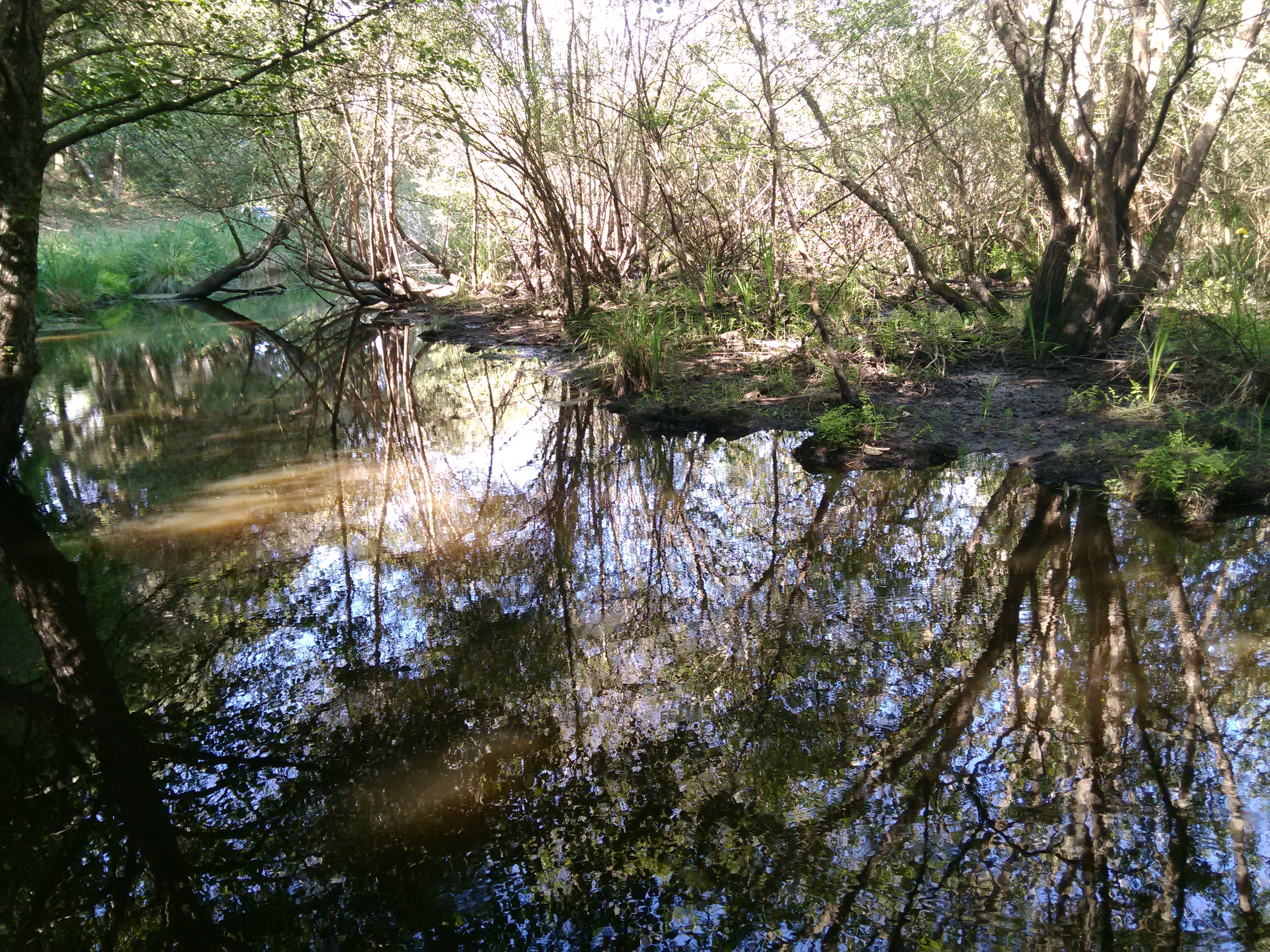
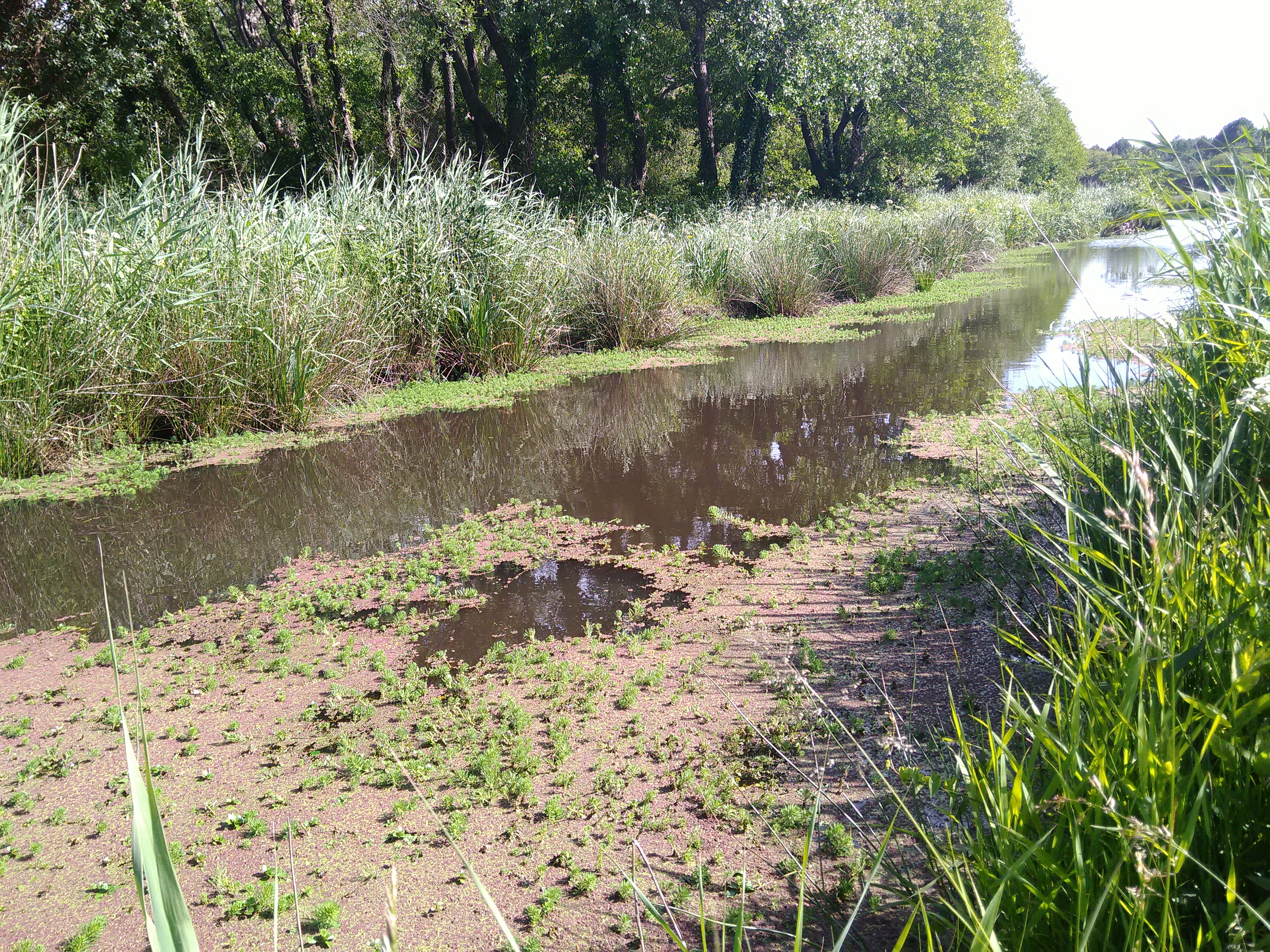
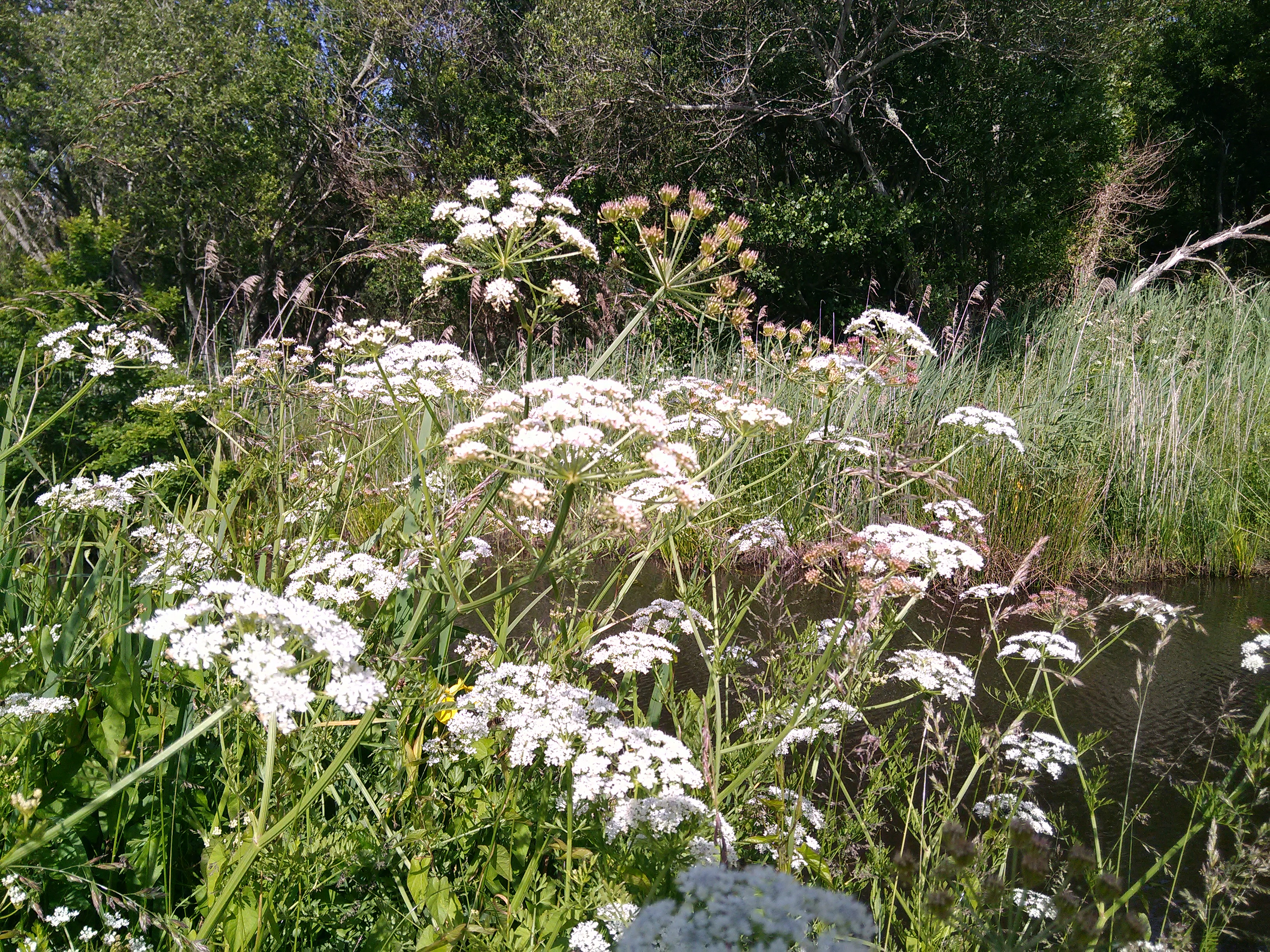